# Храбровицкий, Александр Вениаминович
Алекса́ндр Вениами́нович Храброви́цкий (20 октября [2 ноября] 1912, Санкт-Петербург — 13 сентября 1989, Москва) — советский литературовед, писатель и краевед, исследователь творчества В. Г. Короленко.

## Биография
Родился в Санкт-Петербурге в 1912 году в семье инженера. В 1927 году окончил семилетку в Малаховском детском городке под Москвой, а в 1930 — Московский педагогический техникум имени Профинтерна с преимущественной подготовкой библиотекарского дела. С 1931 по 1939 работал в редакциях различных московских газет («Правда», «Вечерняя Москва», «Гудок»), однако с усилением сталинской политики борьбы с «врагами народа» вынужден был переехать в Пензу. В 1939—1951 годах работал в издательстве областной газеты «Сталинское знамя» и литературным редактором местного издательства. Во время войны девять раз проходил медицинские комиссии, порываясь на фронт, но каждый раз его признавали непригодным к службе в армии по зрению. В 1946 году участвовал в подготовке книги «Русские писатели в Пензенской области», во время работы заинтересовался жизнью и творчеством В. Г. Короленко и вступил в переписку с его дочерью Софьей Владимировной, возглавлявшей музей Короленко в Полтаве. Пензенский период жизни Александра Храбровицкого завершился трагедией — его жена Елена под действием психического заболевания убила их десятилетнего сына.
В 1951 году вернулся в Москву, где лично познакомился с дочерьми В. Г. Короленко и внучкой писателя — Софьей Константиновной Ляхович. Вскоре она стала его второй женой, с которой он прожил с 1952 по 1955 год. В 1957 году стараниями А. В. Храбровицкого было присвоено имя В. Г. Короленко одной из московских библиотек во 2-м Вокзальном переулке (с 1986 — Вокзальный переулок).
В 1969 году ему запретили работать с архивом Короленко в отделе рукописей Ленинской библиотеки. Поводом послужила разгромная статья в газете «Известия» об эмигранте А. Сионском, в которой имя Храбровицкого упоминалось 22 раза.
Скончался А. В. Храбровицкий 13 сентября 1989 года. Похоронен на Донском кладбище.

## Научная деятельность
С 1942 года начал интересоваться творчеством В. Г. Короленко и более сорока лет отдал изучению его наследия. Подготовил 125 статей, заметок, рецензий и публикаций, посвящённых В. Г. Короленко, не считая работ, подготовленных, но не опубликованных и хранящихся в рукописях в Российской государственной библиотеке и Пушкинском доме. Среди последних наиболее примечательной является рукопись сборника «От Радищева до Короленко. Из литературного прошлого Пензенской области». А. В. Храбровицкий был автором статей для Краткой литературной энциклопедии, в частности, о Борисе Зайцеве, с которым он вступил в переписку, продолжавшуюся до самой смерти писателя.
А. В. Храбровицкий помогал А. И. Солженицыну собирать материалы к «Архипелагу ГУЛАГ».